# Anton Dostler
Anton Dostler (Munique, 10 de maio de 1891 – Aversa, 1 de dezembro de 1945) foi um general alemão durante a Segunda Guerra Mundial. Foi o primeiro a ser julgado pelos tribunais de crimes de guerra após o fim do conflito, onde ele foi considerado culpado e executado por pelotão de fuzilamento.

## Biografia
Anton nasceu em Munique, na Baviera, em 1891, tendo se alistado no Exército aos 19 anos, servindo como tenente na Primeira Guerra Mundial, onde foi condecorado. Com o fim do conflito, permaneceu na vida militar, onde chegou à patente de coronel em 1937. Do começo da Segunda Guerra Mundial até 1940, Anton serviu como chefe do estado maior do VII Corpo de Exército. Em seguida, comandou a 57ª Divisão de Infantaria (1941–42), a 163ª Divisão de Infantaria (1942) e após um tempo sem atividades, foi indicado comandante do LXXV Corpo de Exército, na Itália e então comandante da costa veneziana, quando seu nome foi sugerido para o LXXIII Corpo de Exército, onde esteve até o fim da guerra.

## Operação Ginny II
Em 22 de março de 1944, 15 soldados do Exército dos Estados Unidos, incluindo dois oficiais, pousaram na costa italiana, cerca de 15 quilômetros de La Spezia, cerca de 400km atrás do fronte, como parte da Operação Ginny II. Devidamente trajados com o uniforme do Exército norte-americano, eles não carregavam roupas civis.
Sua missão era demolir o túnel em Framura, importante ferrovia que ligava La Spezia a Gênova. Dois dias depois, o grupo foi capturado por um pelotão de soldados fascistas e membros do exército alemão. Eles foram levados para La Spezia, onde foram confinados no quartel-general da 135ª Brigada, sob o comando do Coronel Almers. Seu oficial superior imediato era Anton Dostler.
Os soldados capturados foram submetidos a interrogatório e um oficial acabou revelando qual era sua missão. A informação foi passada a Dostler, depois informada ao oficial de Anton, o general Albert Kesselring, comandante geral de todas as forças nazistas na Itália, que foi indagado sobre o que fazer com os norte-americanos. Segundo o auxiliar de Dostler, Albert ordenou a execução dos soldados capturados. Mais tarde, Anton enviaria um telegrama ordenando que os soldados fossem executados, como parte do cumprimento da ordem de 1942, que previa a execução imediata, sem julgamento, de qualquer agente sabotador.

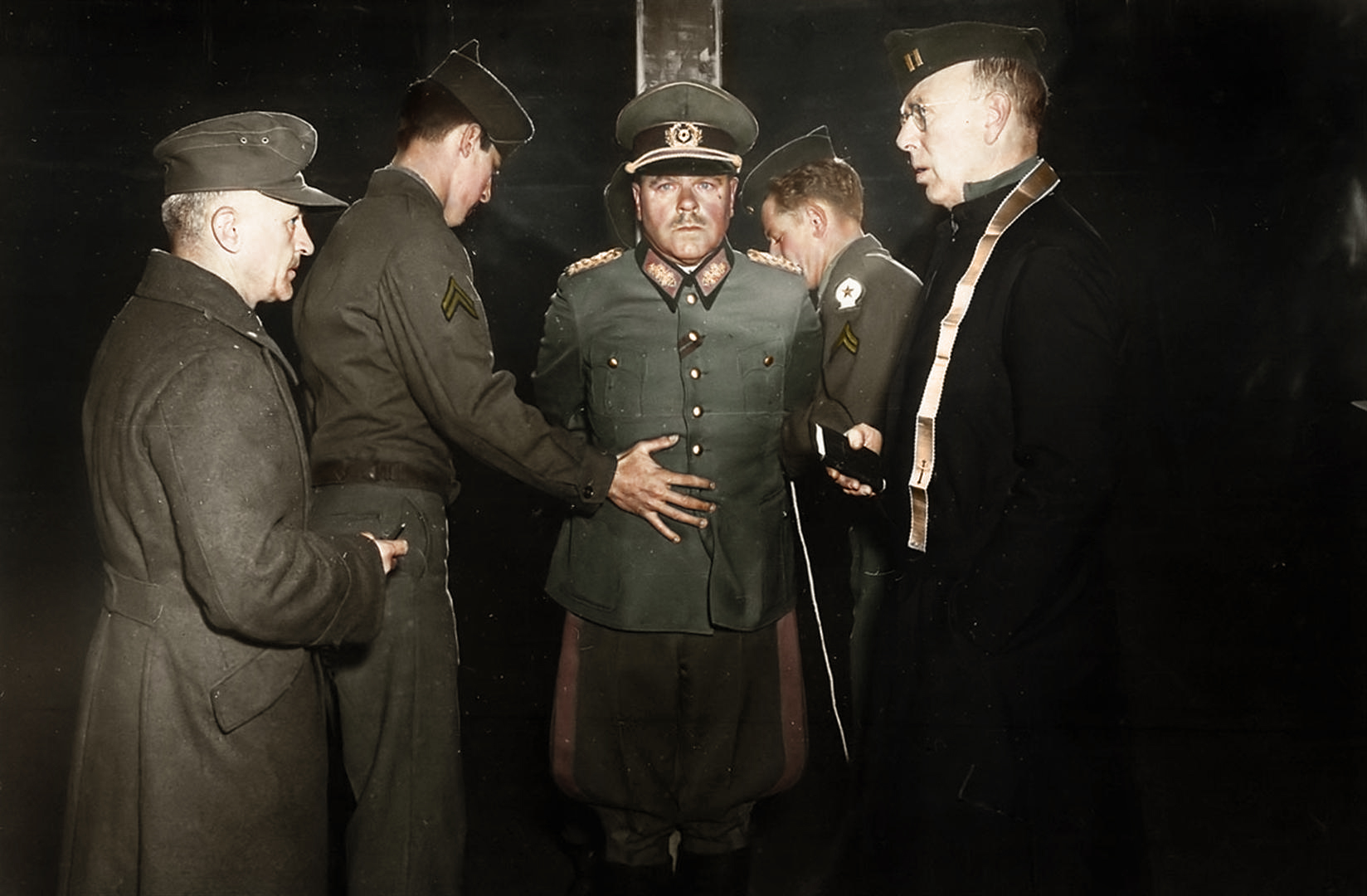
Anton Dostler amarrado a mastro, antes da execução

Oficiais alemães da 135ª Brigada entraram em contato com Anton na tentativa de adiar a execução, onde ele enviou um segundo telegrama ao coronel Almers, ordenando mais uma vez que eles fossem executados. Duas tentativas foram feitas pelos oficiais da brigada de adiar ou parar a ordem, incluindo um pedido ao telefone, pois eles sabiam que executar prisioneiros de guerra uniformizados era uma violação direta da Convenção de Genebra.
Os esforços da brigada foram infrutíferos e os 15 soldados norte-americanos foram fuzilados na manhã de 26 de março de 1944, em Punta Bianca, ao sul de La Spezia, na cidade de Ameglia. Seus corpos foram jogados em uma vala comum que foi em seguida camuflada. Alexander zu Dohna-Schlobitten, membro da equipe de Anton Dostler, que não sabia da ordem, se recusou a autorizar a execução e foi dispensando do Exército por insubordinação.

## Julgamento
Anton foi feito prisioneiro pelos norte-americanos em 8 de maio de 1945 e foi julgado perante um tribunal militar em 8 de outubro do mesmo ano. Este foi o primeiro julgamento de um prisioneiro por crimes de guerra, acusado de dar uma ordem ilegal. Em sua defesa, ele argumentou que não deu a ordem, que apenas a repassou para o coronel Almers, vindo de seu oficial imediato. A defesa demonstrou que ele agiu por si, sem ordens superiores e reiterando a execução dos prisioneiros, o que constituiu uma violação direta do Artigo 2 da Convenção de Genebra para Prisioneiros de Guerra, que proibia represálias contra prisioneiros. A comissão declarou ainda que "nenhum soldado, e ainda menos um comandante, pode ser ouvido dizer que considerou legítima a execução sumária dos prisioneiros de guerra como uma represália.

## Execução

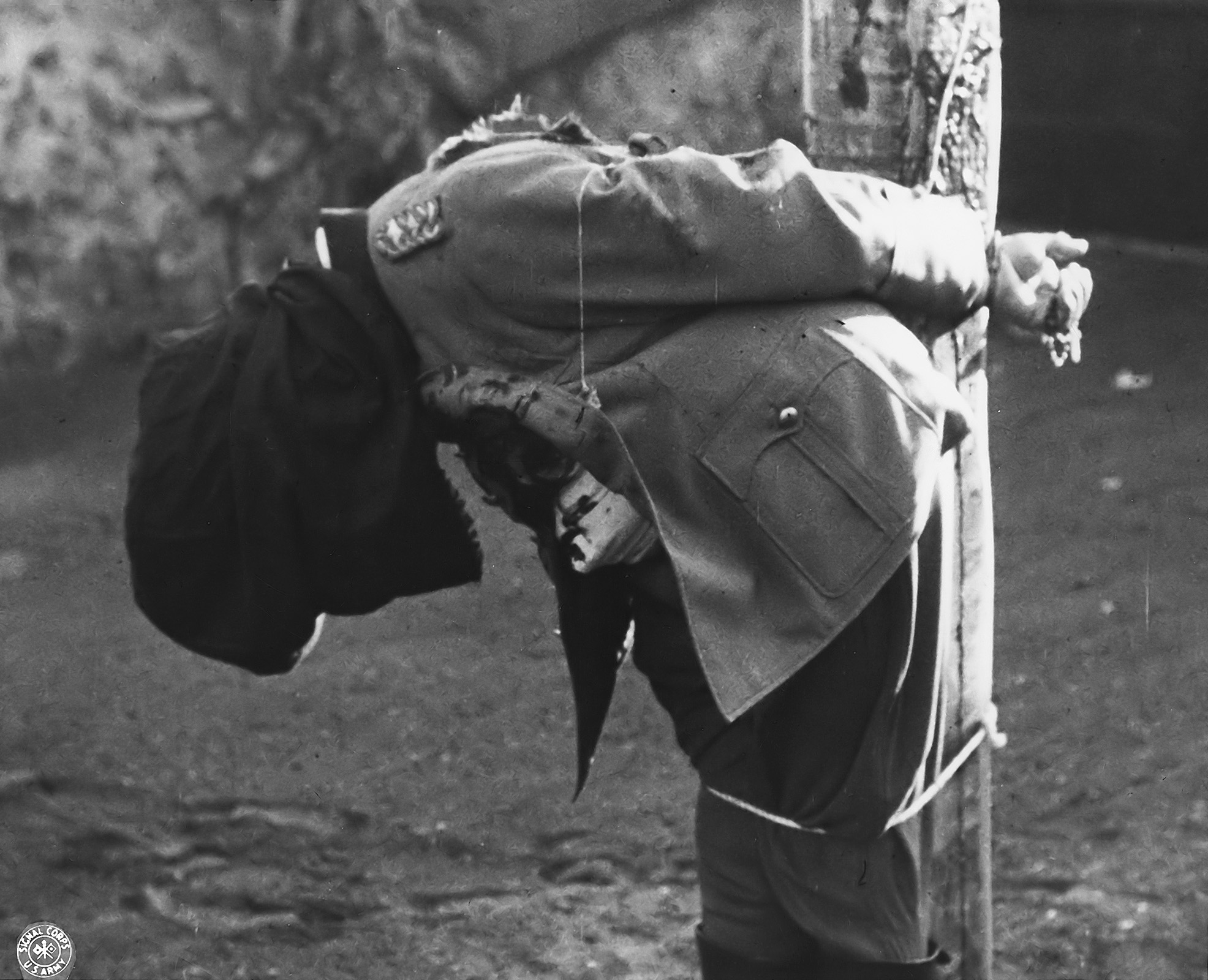
Corpo de Anton logo após a execução.

Segundo a Convenção de Haia para Crimes de Guerra, de 1907, executar espiões e sabotadores disfarçados de civis ou com uniformes inimigos era legal, mas não aqueles capturados com uniforme próprio. Os soldados norte-americanos trajavam seus uniformes do Exército atrás das linhas inimigas e não estavam disfarçados, portanto não poderiam ter sido tratados como espiões, mas sim prisioneiros de guerra, princípio que Anton Dostler violou.
O tribunal então o considerou culpado por crimes de guerra, rejeitando a tese da defesa de cumprir ordens superiores. Ele foi sentenciado à morte, em Aversa, por um pelotão de fuzilamento composto por 12 homens às 8 da manhã do dia 1 de dezembro de 1945. A execução foi fotografada em preto e branco e filmada. Após a execução, seu corpo foi colocado em uma maca, coberto por um lençol e levado por um caminhão do Exército. Seu corpo foi sepultado no cemitério alemão de Pomezia, seção H, túmulo 93/95.